# Sankt Savas kyrka, Drvar
Sankt Savas kyrka (serbisk kyrilliska: Црква Светог Саве; latinska: Crkva Svetog Save) är en serbisk-ortodox kyrkobyggnad belägen i staden Drvar i entiteten Federationen Bosnien och Hercegovina, i västra Bosnien och Hercegovina.
Kyrkan är helgad åt Sankt Sava, som grundade den Serbisk-ortodoxa kyrkan och var dess första ärkebiskop. Den tillhör Bihaćs och Petrovacs stift.